# مانسیو لیما
مانسیو لیما (به پرتغالی: Mâncio Lima) یکی از شهرستان های برزیل است که در اکری واقع شده‌است.

## خصوصیات
مانسیو لیما ۴٬۶۷۲ کیلومترمربع مساحت و ۱۳٬۷۸۵ نفر جمعیت دارد.